# 巴塞尔大学医院
巴塞尔大学医院 (英語：University Hospital of Basel)是一家位于瑞士巴塞尔的医院，也是瑞士五家大学附属医院之一。

## 历史
1460年代拥有雏形，1842年巴塞尔大学买下边境伯宫将其改造成附属医院。1937年至1945年建成1号诊所，医院得到了现代化发展，1969年至1978年2号诊所建成。2004年更名为大学医院。
截至2017年12月31日拥有7,219名员工，每年治疗约38,000人。